# Cheiracanthium campestre
Cheiracanthium campestre là một loài nhện trong họ Miturgidae phân bố ở châu Âu.